# De Tamble Motor Company

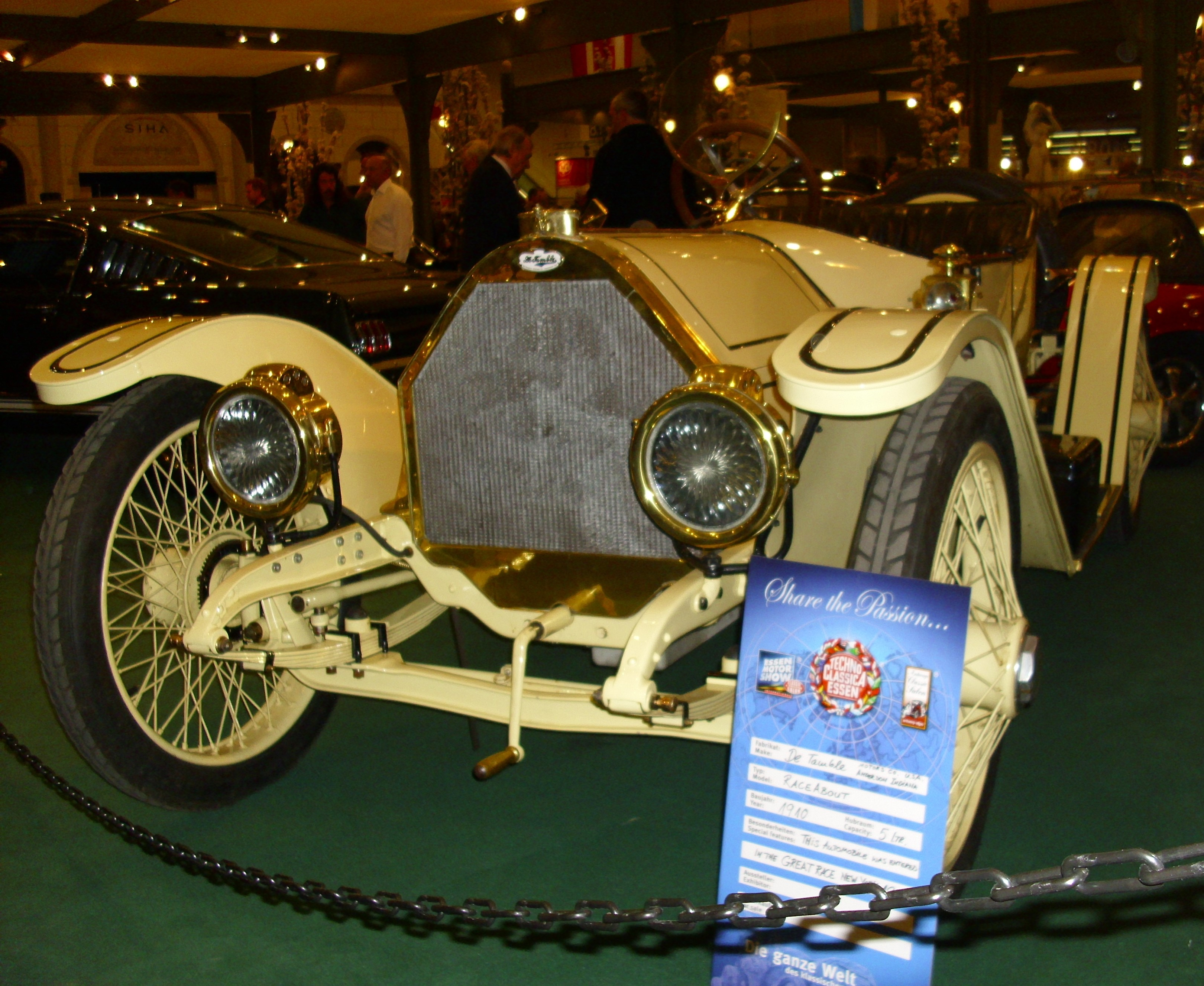
De Tamble von 1910

De Tamble Motor Company war ein US-amerikanischer Hersteller von Automobilen. In einigen Anzeigen findet sich auch die Firmierung De Tamble Motors Company.

## Vorgeschichte
Edward S. De Tamble leitete die Speed Changing Pulley Company in Indianapolis in Indiana. Von 1908 bis August 1909 wurden dort Automobile gefertigt, die als De Tamble vermarktet wurden. Drei andere Unternehmen setzten danach die Produktion des einzigen Modells unter ihren eigenen Markennamen fort. Dies waren Breeze, Dakota und James.

## Unternehmensgeschichte
Edward S. De Tamble gründete im August 1909 sein eigenes Unternehmen. Der Sitz war in Anderson in Indiana. Er setzte die Produktion  fort. Der Markenname lautete weiterhin De Tamble. Bis 1910 entstanden etwa 2000 Fahrzeuge dieser Marke. Anfang 1911 konnte ein Insolvenzverfahren knapp vermieden werden. J. J. Appel war nun Präsident. Charles H. Walters hielt verschiedene Posten. 1911 war ein schlechtes Jahr. 1912 verkündete Walters eine Jahreskapazität von 3000 Fahrzeuge, die nicht ausgeschöpft wurde. Im Februar 1912 wurde Walters verhaftet. De Tamble drohte der Bankrott. Im gleichen Monat wurde James W. Sansberry Generalmanager. Die Insolvenz lief bis Juni 1912. Im Juni 1913 kam das Aus. Pläne für einen Neuanfang ab 1. Januar 1914 konnten nicht mehr umgesetzt werden.
Im November 1915 wurde bekannt, dass Elmer Eckhouse die Fabrikausstattung kaufte. Seine Pläne zur Produktionsfortsetzung waren ebenfalls nicht durchführbar.

## Fahrzeuge
Von 1908 bis 1909 gab es das Model B. Ein Zweizylindermotor mit 16 PS Leistung trieb die Fahrzeuge an. Der Aufbau wird sowohl als Roadster als auch als Runabout bezeichnet und bot zwei oder drei Personen Platz. Der Radstand betrug 229 cm.
1910 war dieses Modell ein dreisitziger Roadster. Dazu kamen modernere und flachere Fahrzeuge mit Vierzylindermotoren. Model C als fünfsitziger Tourenwagen und Model G als zweisitziger Torpedo hatten einheitlich 287 cm Radstand und einen 30-PS-Motor.
1911 blieb das Model B als Roadster im Angebot. Außerdem gab es drei Vierzylindermodelle mit 36 PS Leistung und 292 cm Radstand. Model G war ein zweisitziger Runabout, während Model H und Model J fünfsitzige Tourenwagen waren. Größtes Modell war das Model K. Der Motor leistete 40 PS. Das Fahrgestell hatte 305 cm Radstand. Der offene Tourenwagen bot Platz für sieben Personen.
1912 beschränkte sich das Sortiment auf die mittelgroße Modellreihe. Der Vierzylindermotor mit 36 PS blieb unverändert. Der Radstand wurde geringfügig auf 295 cm erhöht. Zur Wahl standen Model K als Tourenwagen mit fünf Sitzen, Model L als Torpedo mit fünf Sitzen und Model M als Roadster mit zwei Sitzen.
Im letzten Jahr 1913 erschien mit dem Model 4-24 eine Neuentwicklung. Der Vierzylindermotor war mit 17 PS angegeben. Der Radstand betrug 262 cm. Überliefert sind ein zweisitziger Roadster und ein fünfsitziger Tourenwagen.

## Modellübersicht
| Jahr      | Modell     | Zylinder | Leistung (PS) | Radstand (cm) | Aufbau                                  |
| --------- | ---------- | -------- | ------------- | ------------- | --------------------------------------- |
| 1908–1909 | Model B    | 2        | 16            | 229           | Roadster 3-sitzig                       |
| 1910      | Model B    | 2        | 16            | 229           | Roadster 3-sitzig                       |
| 1910      | Model C    | 4        | 30            | 287           | Tourenwagen 5-sitzig                    |
| 1910      | Model G    | 4        | 30            | 287           | Torpedo 2-sitzig                        |
| 1911      | Model B    | 2        | 16            | 229           | Roadster                                |
| 1911      | Model G    | 4        | 36            | 292           | Runabout 2-sitzig                       |
| 1911      | Model H    | 4        | 36            | 292           | Tourenwagen 5-sitzig                    |
| 1911      | Model J    | 4        | 36            | 292           | Tourenwagen 5-sitzig                    |
| 1911      | Model K    | 4        | 40            | 305           | Tourenwagen 7-sitzig                    |
| 1912      | Model K    | 4        | 36            | 295           | Tourenwagen 5-sitzig                    |
| 1912      | Model L    | 4        | 36            | 295           | Torpedo 5-sitzig                        |
| 1912      | Model M    | 4        | 36            | 295           | Roadster 2-sitzig                       |
| 1913      | Model 4-24 | 4        | 17            | 262           | Roadster 2-sitzig, Tourenwagen 5-sitzig |